# Liga MX
Liga MX je nejvyšší mexická fotbalová liga, v současnosti je sponzorována firmou BBVA Bancomer. Soutěž byla založena 17. října 1943. V soutěži hraje 18 týmů. Nejvíce ligových titulů získal Club América.

## Sezona 2017/2018
Následujících 18 týmů se proti sobě utká v sezoně 2017/18:
| Klub                        | Umístění v sezoně 2016–17              |
| --------------------------- | -------------------------------------- |
| Club América                | 06.                                    |
| Club Atlas                  | 10.                                    |
| Lobos BUAP                  | postoupil z prvního místa v Ascenso MX |
| Cruz Azul                   | 14.                                    |
| CD Guadalajara              | 04.                                    |
| Club León                   | 09.                                    |
| CF Monterrey                | 01.                                    |
| Monarcas Morelia            | 12.                                    |
| Club Necaxa                 | 08.                                    |
| CF Pachuca                  | 03.                                    |
| Puebla FC                   | 16.                                    |
| Querétaro FC                | 15.                                    |
| Santos Laguna               | 13.                                    |
| Club Tijuana                | 05.                                    |
| Deportivo Toluca FC         | 07.                                    |
| Tigres UANL                 | 02.                                    |
| Club Universidad Nacional   | 11.                                    |
| Tiburones Rojos de Veracruz | 17.                                    |

## Mistři
(Aktuální do Apertura 2019)
| Klub           | Mistr | Roky |
| -------------- | ----- | --- |
| América        | 13    | 1965–66, 1970–71, 1975–76, 1983–84, 1984–85, Prode '85, 1987–88, 1988–89, Verano 2002, Clausura 2005, Clausura 2013, Apertura 2014, Apertura 2018 |
| Guadalajara    | 12    | 1956–57, 1958–59, 1959–60, 1960–61, 1961–62, 1963–64, 1964–65, 1969–70, 1986–87, Verano 1997, Apertura 2006, Clausura 2017                        |
| Toluca         | 10    | 1966–67, 1967–68, 1974–75, Verano 1998, Verano 1999, Verano 2000, Apertura 2002, Apertura 2005, Apertura 2008, Bicentenario 2010                  |
| Cruz Azul      | 8     | 1968–69, 1970, 1971–72, 1972–73, 1973–74, 1978–79, 1979–80, Invierno 1997                                                                         |
| UNAM           | 7     | 1976–77, 1980–81, 1990–91, Clausura 2004, Apertura 2004, Clausura 2009, Clausura 2011                                                             |
| León           | 7     | 1947–48, 1948–49, 1951–52, 1955–56, 1991–92, Apertura 2013, Clausura 2014                                                                         |
| UANL           | 7     | 1977–78, 1981–82, Apertura 2011, Apertura 2015, Apertura 2016, Apertura 2017, Clausura 2019                                                       |
| Santos Laguna  | 6     | Invierno 1996, Verano 2001, Clausura 2008, Clausura 2012, Clausura 2015, Clausura 2018                                                            |
| Pachuca        | 6     | Invierno 1999, Invierno 2001, Apertura 2003, Clausura 2006, Clausura 2007, Clausura 2016                                                          |
| Monterrey      | 5     | Mexico '86, Clausura 2003, Apertura 2009, Apertura 2010, Apertura 2019                                                                            |
| Atlante        | 3     | 1946–47, 1992–93, Apertura 2007 |
| Necaxa         | 3     | 1994–95, 1995–96, Invierno 1998 |
| Puebla         | 2     | 1982–83, 1989–90 |
| Zacatepec      | 2     | 1954–55, 1957–58 |
| Veracruz       | 2     | 1945–46, 1949–50 |
| Oro            | 1     | 1962–63 |
| Morelia        | 1     | Invierno 2000 |
| Atlas          | 1     | 1950–51 |
| Tampico Madero | 1     | 1952–53 |
| Tecos          | 1     | 1993–94 |
| Real España    | 1     | 1944–45 |
| Tijuana        | 1     | Apertura 2012 |
| Asturias       | 1     | 1943–44 |
| Marte          | 1     | 1953–54 |